# Deutsche Stiftung Denkmalschutz
De Deutsche Stiftung Denkmalschutz (Duitse Stichting voor Monumentbescherming) is een Duitse private organisatie, opgericht in 1985, die zich inzet voor het behoud van cultureel erfgoed in Duitsland. De stichting is voorloper op het gebied van beheer van cultureel erfgoed in Duitsland.

## Achtergrond
Tot de publicatie van Georg Dehio's Handboek van Duits erfgoed in 1900 had Duitsland geen centrale lijst van monumenten. Elke deelstaat hield zijn eigen systeem van lijsten bij en veel dorpen en steden kenden hiernaast eigen lijsten. Al deze lijsten hanteerden verschillende criteria voor opname van een locatie op deze monumentenlijsten.

## Denkmalschutz
Tegenwoordig coördineert Denkmalschutz deze lijsten, werkt men aan publieke bewustwording en treedt op als centraal aanspreekpunt van wereldwijde organisaties als UNESCO. Ook organiseert en financiert de stichting de Europese Open Monumentendag in Duitsland. Deze dagen heten aldaar Tag des offenen Denkmals. Deze open monumentendag wordt sinds 1993 jaarlijks, met wisselende thema's, gehouden op de tweede zondag van september. In 2011 is het thema Romantiek, realisme en revolutie - De 19e eeuw, de dag wordt geopend in Trier.

## Tegenstanders
Het beschermen van gebouwen in regionale Denkmalschutz-lijsten wordt niet door iedereen gewaardeerd, daar deze ook verplichtingen met betrekking tot de Monumentenwet met zich meebrengen. Andere beschermde locaties, zoals bijvoorbeeld geplaveide straten, worden gezien als overlastbrengend voor fietsers en rolstoelgebruikers.

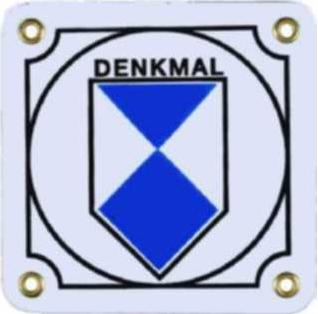
Plaquette voor gebouwen in verschillende staten
Plaquette in Nordrhein-Westfalen

Veel locaties zijn gemarkeerd met een label, naar aanleiding van het Verdrag van Den Haag van 1954 inzake de bescherming van cultureel erfgoed in tijden van gewapende conflicten.